# Futbol'nyj Klub Voenno-Vozdušnye Sily Moskva
Il Futbol'nyj Klub Voenno-Vozdušnye Sily Moskva (in lingua russa футбольный клуб Военно-Воздушные Силы Москва, cioè "Club calcisitico dell'aeronautica militare di Mosca"), noto anche come VVS Mosca, è stata una società calcistica sovietico di Mosca; rappresentava l'aeronautica militare sovietica a Mosca.

## Storia
Fondato nel 1944, fu ammesso a partecipare alla seconda serie del campionato sovietico già nel 1945. Dopo il secondo posto alla prima stagione, al secondo anno vinse il proprio girone e lo spareggio finale, arrivando alla massima serie. Qui, dopo un ultimo posto alla prima stagione (dove non erano previste retrocessioni) i risultati migliorarono fino ad ottenere il miglior risultato nel 1950, con il quarto posto finale.
Nel 1951 ottenne il suo miglior risultato nella Coppa Sovietica, approdando alle semifinali.
Nel corso del 1953, con la morte di Stalin, cominciò il processo di destalinizzazione, che portò alla chiusura di vari club militare tra cui lo stesso VVS Mosca.

## Strutture

### Stadio
Ha utilizzato come campo di casa lo Stadio Dinamo (Mosca) e lo Stadio Lokomotiv.

## Statistiche e record

### Partecipazione ai campionati
| Livello | Categoria      | Partecipazioni | Debutto | Ultima stagione | Totale |
| ------- | -------------- | -------------- | ------- | --------------- | ------ |
| 1º      | Pervaja Gruppa | 3              | 1947    | 1949            | 67     |
| 1º      | Klass A        | 3              | 1950    | 1952            | 67     |
| 2º      | Vtoraja Gruppa | 2              | 1945    | 1946            | 2      |

## Palmarès

### Competizioni nazionali
- Pervaja Liga sovietica: 1

1946 (Girone Sud e finale)

### Altri piazzamenti
- Coppa dell'Unione Sovietica:

Semifinalista: 1951